# Queer
Queer er et paraplybegreb, som dækker over kønsminoriteter og seksuelle minoriteter, altså folk, som ikke er heteroseksuelle. Den oprindelige betydning af ordet er "mærkelig" eller "sær" og i den betydning blev brugt nedsættende om homoseksuelle. 
Ordet bruges ofte i akademisk sammenhæng om det felt af post-strukturalistisk kritisk filosofi, der undersøger kønsroller og identitet med fokus på minoritetsseksualiteters vilkår. Således findes der på flere amerikanske universiteter i dag afdelinger for "queerstudier" – og "queerteori", som er et teoretisk felt inden for køns- og identitetsforskning.